# Жаку (острів)
Жаку (порт. Jaco) — невеликий острів, що входить до групи Малих Зондських островів. Один з двох островів (другий — Атауро), що належать державі Східний Тимор

## Географія
Розташований за 700 м на схід від острова Тимор. Є частиною підрегіону Тутуала району Лаутен. Площа острова близько 11 км², висота над рівнем моря досягає 100 м.

## Населення
Острів безлюдний. Корінне населення вважало його священним, і відвідування острова було під забороною.

## Туризм
У наші дні Жаку відвідують рибалки і туристи, яких сюди приваблює дайвінг, прекрасні пляжі і місцева фауна.